# 北京航空航天大学
北京航空航天大学（ペキンこうくうこうてんだいがく、ピンイン: Běijīng Hángkōng Hángtiān Dàxué、英名:Beihang University、以前はBeijing University of Aeronautics and Astronautics）は、中華人民共和国北京市海淀区にあり、211工程、985工程、双一流にも選ばれている国家重点大学であり、人民解放軍国防七校の１つである。副部級大学の一つとして、大学の略称は北航（ベイハン）であり、これは現英名の由来ともなっている。国家重点実験室が持っている。
1958年に、中華人民共和国において初めて、軽旅客機「北京-1」を開発した。

## 概要
26,000人の学生が在籍する。うち、8000人は大学院生。36の分野で博士号を、65の分野で修士号を、39の分野で学士号を授与している。毎年500名以上の長期留学生を抱えており、うち160名は大学院生。
ITの分野にも強く、World Wide Web Consortium(W3C)の中国圏を担当している。※中国以外のアジア圏は慶應義塾大学SFC研究所が担当している。
フランスのエコール・サントラルと協力し、北京航空航天大学中法工程師学院（エコール・サントラル・ド・ペキン）を設置している。

## 組織

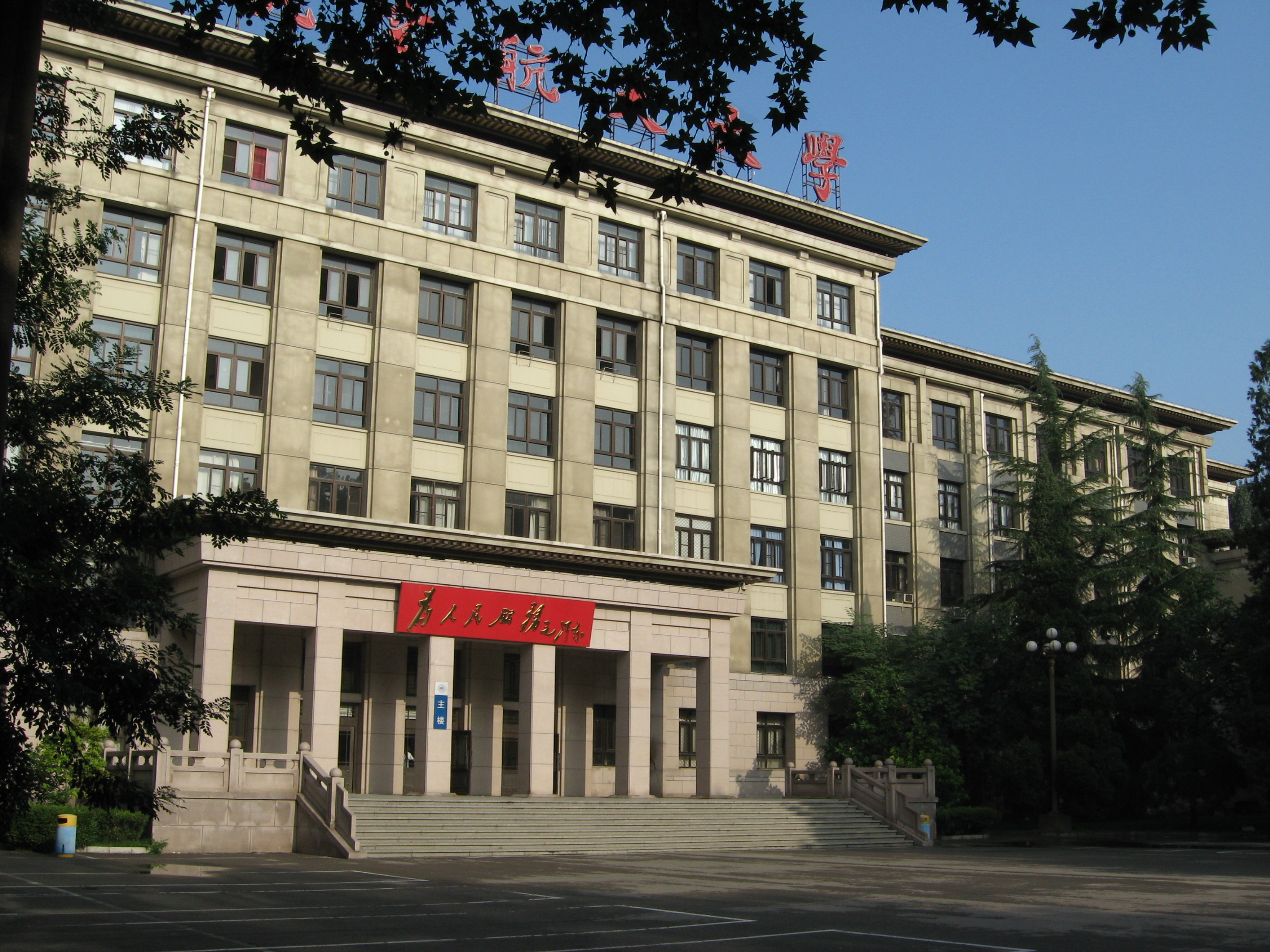
北京航空航天大学主楼

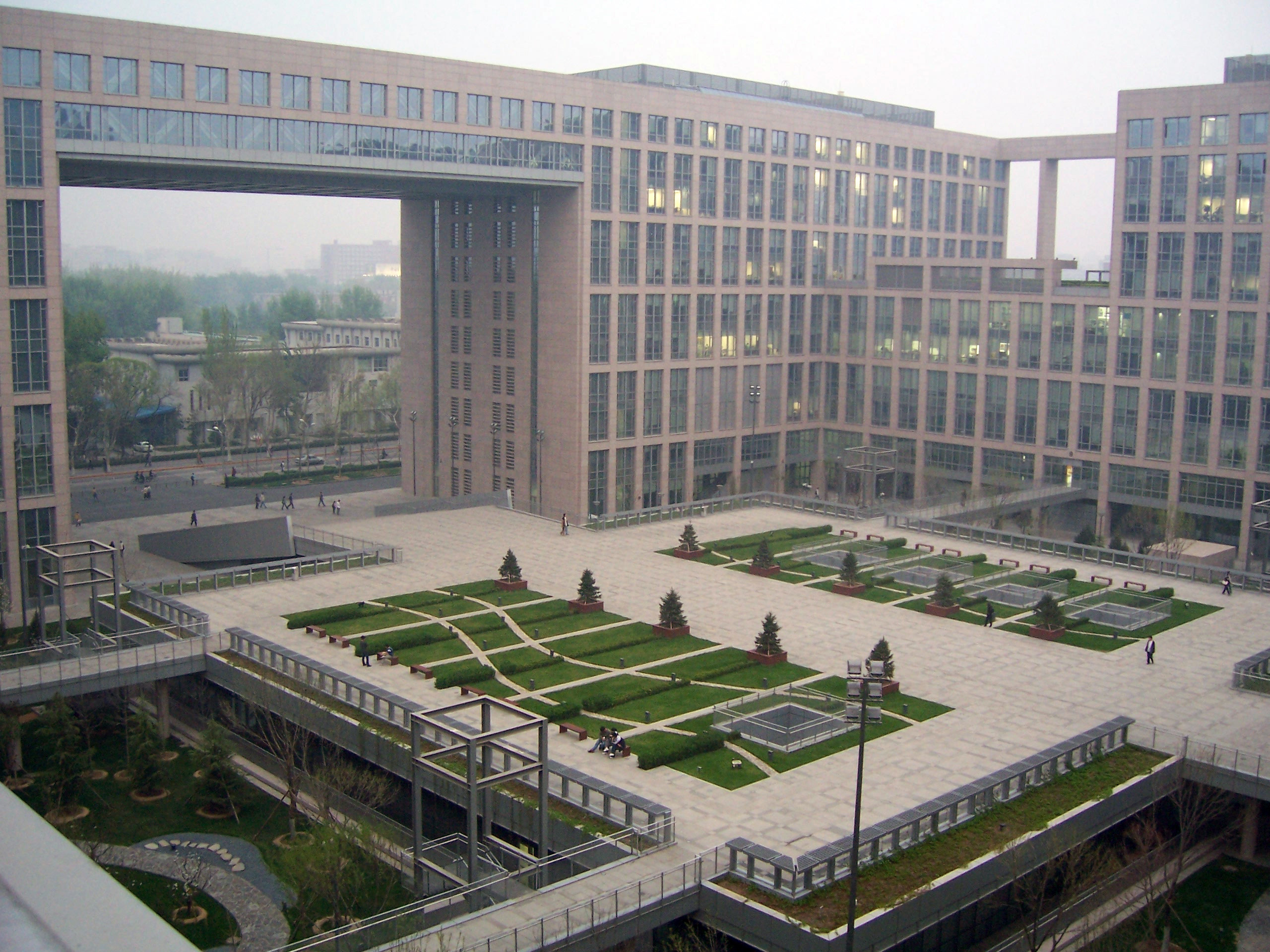
北京航空航天大学新主楼

30学院（日本の学部に相当する）が存在する。
- 材料科学と工程学院
- 電子情報工程学院
- 自動化科学と電気工程学院
- エネルギー源と動力工程学院
- 航空科学と工程学院
- 計算機学院
- 機械工程及び自動化学院
- 経済管理学院
- 数学とシステム科学学院
- 生物と医学工程学院
- 人文社会科学学院（公共管理学院）
- 外国語学院
- 交通科学と工程学院
- 信頼性とシステム工程学院
- 宇宙飛行学院

- 飛行学院
- 計器科学と光通信学工程学院
- ソフトウェア学院
- 物理科学と核エネルギー工程学院
- 法学院
- 高等工程学院
- 中仏エンジニア学院
- 国際学院
- 新メディア技術と設計学院
- 化学と環境学院
- 思想政治理論学院
- 人文と社会科学高等研究院
- 継続教育学院
- 現在リモート教育学院
- 教育培訓学院（創業管理培訓学院）

## 主な出身者
神舟プロジェクトのチーフ・エンジニア戚発軔や王永志、同プロジェクトのコマンダー袁家軍を輩出している。

## 日本人関係者
- 谷畑勇夫 - 物理科学与核能工程学院教授[1]
- 梶野敏貴 - 物理科学与核能工程学院教授[1]
- 土井正男 - 物理科学与核能工程学院教授[1]
- 渡辺寛 - 物理科学与核能工程学院教授[1]
- 船木靖郎 - 物理科学与核能工程学院教授[1]

## 体育館
北京航空航天大学体育館は2001年夏季ユニバーシアード開催のために建設された体育館。北京五輪ではウエイトリフティング競技が開催された。